# Paramartyria bimaculella
Paramartyria bimaculella är en fjärilsart som beskrevs av Syuti Issiki 1931. Paramartyria bimaculella ingår i släktet Paramartyria och familjen käkmalar. Inga underarter finns listade i Catalogue of Life.